# Jacob Burns
Pour les articles homonymes, voir Burns.
Jacob Burns, né le 21 avril 1978 à Sydney, est un footballeur australien. Il est milieu de terrain central à Perth Glory.

## Carrière

### En club
- 1996-1999 : Sydney United  Australie (60 matches - 5 buts)
- 1999-2000 : Parramatta Power  Australie (25 matches - 3 buts)
- 2000-2003 : Leeds United  Angleterre (6 matches - 0 but)
- 2003-2006 : Barnsley  Angleterre (89 matches - 6 buts)
- 2006-2008 : Wisła Cracovie  Pologne
- 2008-2009 : Unirea Urziceni  Roumanie
- 2009- : Perth Glory  Australie

### Internationale
Il a porté à 10 reprises le maillot de l'équipe nationale.

## Palmarès
- Première sélection : Écosse 0-2 Australie (le 15 novembre 2000)